# Dompierre (Orne)
Pour les articles homonymes, voir Dompierre.
Dompierre est une commune française du pays de Passais, située dans le département de l'Orne en région Normandie, peuplée de 384 habitants.

## Géographie

### Hydrographie
La commune est située dans le bassin Loire-Bretagne. Elle est drainée par la Varenne, le Mousse la Morinière, la Chaterrière et le ruisseau de la Plousière,,.
La Varenne, d'une longueur de 60 km, prend sa source dans la commune de Messei, à une altitude de 239 mètres, près du hameau de la Bédellerie, et se jette  dans la Mayenne à Ambrières-les-Vallées à une altitude de 94 mètres, après avoir traversé 17 communes. 
Un plan d'eau complète le réseau hydrographique : l'étang du Vieux Fourneau (1,6 ha),.

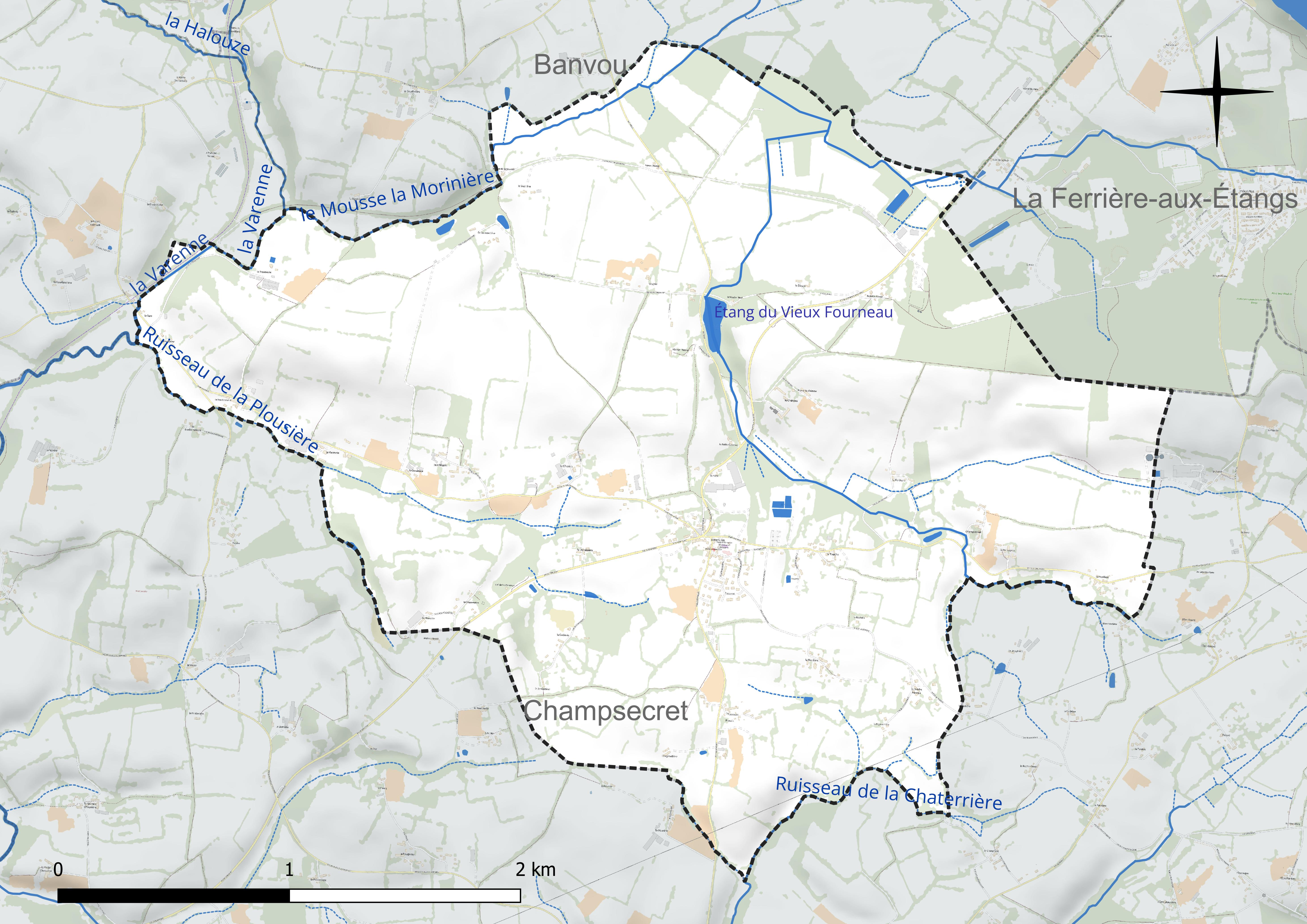
Réseau hydrographique de Dompierre.

### Climat
Pour des articles plus généraux, voir Climat de la Normandie et Climat de l'Orne.
En 2010, le climat de la commune est de type climat océanique franc, selon une étude du CNRS s'appuyant sur une série de données couvrant la période 1971-2000. En 2020, Météo-France publie une typologie des climats de la France métropolitaine dans laquelle la commune est exposée à un climat océanique et est dans la région climatique Normandie (Cotentin, Orne), caractérisée par une pluviométrie relativement élevée (850 mm/a) et un été frais (15,5 °C) et venté. Parallèlement le GIEC normand, un groupe régional d’experts sur le climat, différencie quant à lui, dans une étude de 2020, trois grands types de climats pour la région Normandie, nuancés à une échelle plus fine par les facteurs géographiques locaux. La commune est, selon ce zonage, exposée à un « climat contrasté des collines », correspondant au Bocage normand, bien arrosé, voire très arrosé sur les reliefs les plus exposés au flux d’ouest, et frais en raison de l’altitude.
Pour la période 1971-2000, la température annuelle moyenne est de 10,3 °C, avec une amplitude thermique annuelle de 13,3 °C. Le cumul annuel moyen de précipitations est de 918 mm, avec 13,5 jours de précipitations en janvier et 7,8 jours en juillet. Pour la période 1991-2020, la température moyenne annuelle observée sur la station météorologique la plus proche, située sur la commune de Briouze à 15 km à vol d'oiseau, est de 10,9 °C et le cumul annuel moyen de précipitations est de 920,5 mm,. Pour l'avenir, les paramètres climatiques de la commune estimés pour 2050 selon différents scénarios d’émission de gaz à effet de serre sont consultables sur un site dédié publié par Météo-France en novembre 2022.

## Urbanisme

### Typologie
Au 1er janvier 2024, Dompierre est catégorisée commune rurale à habitat dispersé, selon la nouvelle grille communale de densité à sept niveaux définie par l'Insee en 2022.
Elle est située hors unité urbaine et hors attraction des villes,.

### Occupation des sols
L'occupation des sols de la commune, telle qu'elle ressort de la base de données européenne d’occupation biophysique des sols Corine Land Cover (CLC), est marquée par l'importance des territoires agricoles (97,2 % en 2018), une proportion identique à celle de 1990 (97,2 %). La répartition détaillée en 2018 est la suivante : 
prairies (53,1 %), zones agricoles hétérogènes (33,1 %), terres arables (11 %), forêts (2,8 %). L'évolution de l’occupation des sols de la commune et de ses infrastructures peut être observée sur les différentes représentations cartographiques du territoire : la carte de Cassini (XVIIIe siècle), la carte d'état-major (1820-1866) et les cartes ou photos aériennes de l'IGN pour la période actuelle (1950 à aujourd'hui).

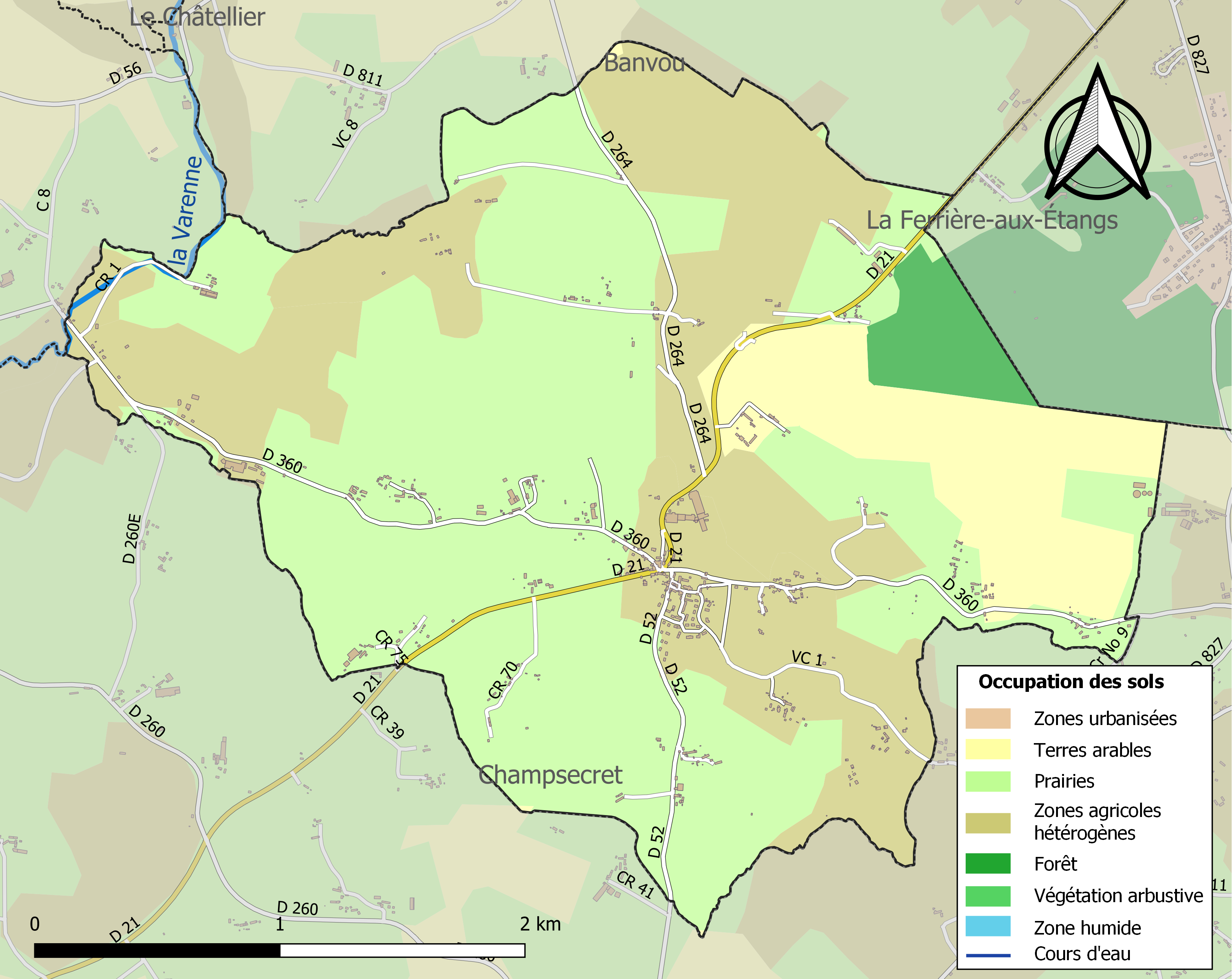
Carte des infrastructures et de l'occupation des sols de la commune en 2018 (CLC).

## Toponymie
Dompierre est un hagiotoponyme caché.
Du bas latin domnus et Petrus (« saint Pierre »).
L'appellation dominus Petrus a précédé l'appellation sanctus Petrus, pour saint Pierre.

## Politique et administration
| Période                                  | Période       | Identité        | Étiquette | Qualité                                   |
| ---------------------------------------- | ------------- | --------------- | --------- | ----------------------------------------- |
| mai 1945                                 | novembre 1947 | Joseph Pottier  |           | Charron, électricien                      |
| novembre 1947                            | janvier 1963  | François Jesset |           | Cadre aux mines de La Ferrière-aux-Étangs |
| janvier 1963                             | juillet 1971  | Benoit Rigaud   |           | Fabricant de camemberts                   |
| septembre 1971                           | mars 2001     | Maurice Chevret |           | Agriculteur                               |
| mars 2001                                | En cours      | Daniel Bigeon   | SE        | Agriculteur                               |
| Les données manquantes sont à compléter. |               |                 |           |                                           |

## Démographie
L'évolution du nombre d'habitants est connue à travers les recensements de la population effectués dans la commune depuis 1793. Pour les communes de moins de 10 000 habitants, une enquête de recensement portant sur toute la population est réalisée tous les cinq ans, les populations de référence des années intermédiaires étant quant à elles estimées par interpolation ou extrapolation. Pour la commune, le premier recensement exhaustif entrant dans le cadre du nouveau dispositif a été réalisé en 2005.
En 2022, la commune comptait 384 habitants, en évolution de −4,71 % par rapport à 2016 (Orne : −3,21 %, France hors Mayotte : +2,11 %).
| 1793 | 1800 | 1806 | 1821 | 1831 | 1836 | 1841 | 1846 | 1851 |
| ---- | ---- | ---- | ---- | ---- | ---- | ---- | ---- | ---- |
| 800  | 509  | 845  | 799  | 808  | 772  | 766  | 782  | 786  |

| 1856 | 1861 | 1866 | 1872 | 1876 | 1881 | 1886 | 1891 | 1896 |
| ---- | ---- | ---- | ---- | ---- | ---- | ---- | ---- | ---- |
| 764  | 764  | 790  | 709  | 730  | 586  | 577  | 555  | 525  |

| 1901 | 1906 | 1911 | 1921 | 1926 | 1931 | 1936 | 1946 | 1954 |
| ---- | ---- | ---- | ---- | ---- | ---- | ---- | ---- | ---- |
| 531  | 554  | 561  | 451  | 445  | 451  | 454  | 454  | 426  |

| 1962 | 1968 | 1975 | 1982 | 1990 | 1999 | 2005 | 2006 | 2010 |
| ---- | ---- | ---- | ---- | ---- | ---- | ---- | ---- | ---- |
| 413  | 423  | 406  | 411  | 374  | 350  | 336  | 334  | 373  |

| 2015 | 2020 | 2022 | - | - | - | - | - | - |
| ---- | ---- | ---- | - | - | - | - | - | - |
| 396  | 394  | 384  | - | - | - | - | - | - |

## Lieux et monuments
- Église Saint-Pierre, XVIIe siècle, tour porche. Pierre tombales servant de marches à l'entrée de l'église.
- Vestige de deux fours de calcination, à l'origine au nombre de huit (1901).
- Musée du Savoir et du Fer, traitant des mines de fer du bocage ornais.
- Château.

## Activité et manifestations

### Dompierre de France
Dompierre fait partie de l'Association des Dompierre de France regroupant vingt-trois communes françaises dont le nom comporte Dompierre. Chaque année, une commune différente accueille la fête qui les réunit. Dompierre a déjà accueilli ses cousins Dompierrois et Dompierrais en 1995 et 2005. En 2013, la fête nationale a eu lieu le 1er week-end de juillet à Dompierre-les-Ormes en Saône-et-Loire.

## Personnalités liées à la commune
- Sébastien de Brossard (1655 à Dompierre - 1730), théoricien, compositeur et collectionneur. Musicien autodidacte.